# Fuenterroble de Salvatierra
Fuenterroble de Salvatierra település Spanyolországban, Salamanca tartományban. Fuenterroble de Salvatierra Los Santos, Endrinal, Casafranca, Guijuelo, Fuentes de Béjar, Valdelacasa és Puebla de San Medel községekkel határos. Lakosainak száma 252 fő (2024).

## Népesség
A település népessége az elmúlt években az alábbi módon változott:
| Lakosok száma | 275  | 263  | 267  | 270  | 255  | 256  | 242  | 268  | 260  | 252  |
|               | 2001 | 2004 | 2007 | 2009 | 2012 | 2014 | 2017 | 2019 | 2022 | 2024 |